# Limak Holding
Limak Holding (Лимак Холдинг) — турецкая компания (холдинг), работающая в сфере строительства, производства цемента, энергетики и туризма.

## История и деятельность
Образованная в 1976 году как Limak Construction, и занимаясь вначале строительством заводов, плотин, нефтеперерабатывающих систем, автомобильных дорог и аэропортов, на сегодня включает в себя также подразделения — Limak Cement (с 2000 года), Limak Energy (с 1997 года) и Limak Tourism Group (с 1995 года). Основатели компании — Нихат Оздемир и Sezai Bacaksız — в 2011 году по версии журнала Forbes были включены в список мировых миллиардеров.
В 2012 году только от строительной деятельности доход компании составил  $260 млн.
В списке построенных компанией аэропортов — Новый аэропорт Стамбула, Аэропорт Стамбул имени Сабихи Гёкчен, Лионский аэропорт имени Сент-Экзюпери, Приштинский аэропорт Слатина, Аэропорт Платов в России. Другим крупным проектом в строительстве является создание турецкой плотины Yusufeli Dam в Артвине.
С 2018 года компанией также ведётся строительство аэровокзального комплекса в г. Хабаровск.